# Sven Körling
Sven Holger Körling, född 27 januari 1879 i Helsingborg, död 8 oktober 1948 i Göteborg, var en svensk musikdirektör och kompositör av barnvisor och skolsånger, verksam i Göteborg.
Sven Körling var son till August Körling och bror till Felix Körling, båda välkända musikprofiler på sin tid.
Sven Körling är sannolikt mest känd för visan om Pelle Sjöskum med text av Gottfrid Sjöholm. I handeln finns ett flertal utgivningar av hans sånger, bland annat Fyrtio barnvisor med text av Anna Maria Roos (för sång och piano), Norstedts förlag 1921, Traskvisa och andra visor och 14 småsånger för barn med texter av Sjöholm, Bonniers förlag 1932.
Sven Körling är gravsatt på Västra kyrkogården i Göteborg.

## Sånger
- 1915 – Vinden och bäcken: för en röst med piano. Text skriven av Bernhard Risberg.[12]
- 1931 – Traskvisa och andra småsånger för barn. Text av Gottfrid Sjöholm.[13]